# Il Male
Il Male è stata una delle più importanti riviste satiriche italiane. In breve tempo per le iniziative e i contenuti innovativi divenne un vero e proprio fenomeno di costume raggiungendo le 140 000 copie di venduto fra il 1978 e il 1979 con i famosi falsi dei maggiori quotidiani. Fu fondata da Pino Zac e diretta fino alla chiusura da Vincino. Nato sulle ceneri de Il Quaderno del Sale, ebbe come fonte d'ispirazione il giornale satirico parigino Le Canard enchaîné, dal quale Pino Zac proveniva. Cessò le pubblicazioni nel 1982.

## Storia editoriale
Il Male nacque nel  febbraio  1978 a Roma dalla collaborazione fra i Pino Zac (direttore per i primi tre numeri), Vincino, Angese, Enzo Sferra, Jacopo Fo, Cinzia Leone, il grafico Francesco Cascioli e lo scrittore Angelo Pasquini, Sergio Saviane, Alain Denis e Roberto Perini, Riccardo Mannelli, Vauro; questi ultimi due andarono via dopo il terzo numero. Direttori responsabili (usati per fare da civetta contro le denunce ma senza poteri decisionali) furono Ubaldo Nicola, cui seguirono Calogero "Lillo" Venezia e Vincenzo Sparagna. Calogero Venezia è stato nel dopoguerra il secondo giornalista finito in carcere (pochi giorni a Regina Coeli) dopo Giovannino Guareschi. L'accusa contro di lui era vilipendio della religione e di un capo di Stato estero (il Papa).
Non riscosse subito grande successo e la sua satira corrosiva gli procurò ritorsioni e censure. Fra le beffe più famose, e che fecero alzare le vendite, notissima quella in cui si diede notizia in prima pagina dell'arresto di Ugo Tognazzi: l'attore, complice della presa in giro, fu presentato come capo delle Brigate Rosse; su falsi di diversi quotidiani (Paese Sera, Il Giorno e La Stampa) uscirono le immagini dell'attore ammanettato e scortato dai carabinieri, tra i quali si riconoscevano tre redattori (Saviane, Pasquini e Lo Sardo), e il direttore Vincino. I testi dei falsi erano di Vincenzo Sparagna, Angelo Pasquini, Jiga Melik, Piero Lo Sardo, Mario Canale. 
Va ricordata anche, nel settembre 1979 al Pincio (Roma), l'inaugurazione con cerimonia "ufficiale” di un busto in gesso di Giulio Andreotti, subito sequestrato dalla polizia. Con diverse denunce: una - per oltraggio a pubblico ufficiale - toccò a Roberto Benigni, che avrebbe dovuto pronunciare una “orazione”, accusato di un gioco di parole con il cognome del vice-questore Francesco Pompò, giunto sul posto per interrompere l’iniziativa.

## Contenuti
(Ugo Tognazzi, spiegando la sua partecipazione alla beffa)
Nelle pagine de Il Male i lettori trovavano vignette e articoli. Una nota invenzione fu l'imitazione delle prime pagine dei quotidiani, con titoli assolutamente demenziali ma verosimili; molti caddero nell'inganno, e il giornale passò alla storia dell'informazione e del costume. Assieme a racconti, poesie farneticanti e interviste - vere o fasulle - il settimanale si contraddistinse per la ferocia dei suoi fumetti e delle sue vignette, alcune delle quali pubblicate sotto pseudonimo per evitare denunce. Ebbe moltissimi sequestri e più di cento processi per "offese a capo di Stato estero" (il papa Giovanni Paolo II definito Giampaolo II), vilipendio, diffusione di materiale osceno e altro. Le false prime pagine dei quotidiani falsi erano resi credibili per l'ottima somiglianza della impaginazione e la grafica con gli originali.
Superato lo stupore iniziale, il lettore si dilettava nella lettura di intere colonne di articoli satirici, presentati insieme alle versioni rivedute e corrette di noti inserti pubblicitari; il primo di questi falsi nacque su idea del grafico Marcello Borsetti e fu una copia della Repubblica di Eugenio Scalfari che, nei giorni del funerale di Aldo Moro, titolava: "Lo Stato si è estinto". Sollevò clamore anche il finto numero del Corriere dello Sport - Stadio, col quale si annunciava l'annullamento del Mondiale di calcio del 1978, in seguito alla segnalazione per doping di alcuni calciatori olandesi, una voce realmente circolata dopo la sconfitta azzurra contro la nazionale olandese, giunta poi alla finale. L'evento causò l'ira di Giorgio Tosatti, all'epoca direttore del Corriere dello Sport - Stadio, il quale affermò che lo sport e il calcio non andavano infangati.
Nel settembre 1978, a condimento di un congresso del PCI, apparve un falso de l'Unità nel quale il segretario Enrico Berlinguer annunciava la rottura con la Democrazia Cristiana e quindi la fine del compromesso storico. Seguì il 16 dicembre dello stesso anno una falsa edizione straordinaria del Corriere della Sera che annunciava l'incontro di una delegazione ONU con degli extraterrestri ("Da un'altra galassia hanno raggiunto la Terra") e sei mesi dopo, in concomitanza delle elezioni politiche anticipate del 1979, con la notizia "La Democrazia Cristiana abbandona". Nel frattempo, durante la guerra tra Cina e Vietnam, a seguito della liberazione della Cambogia dal regime di Pol Pot, un'edizione straordinaria de La Repubblica con tanto di foto di fungo atomico, annunciava lo scoppio di un terzo conflitto mondiale.

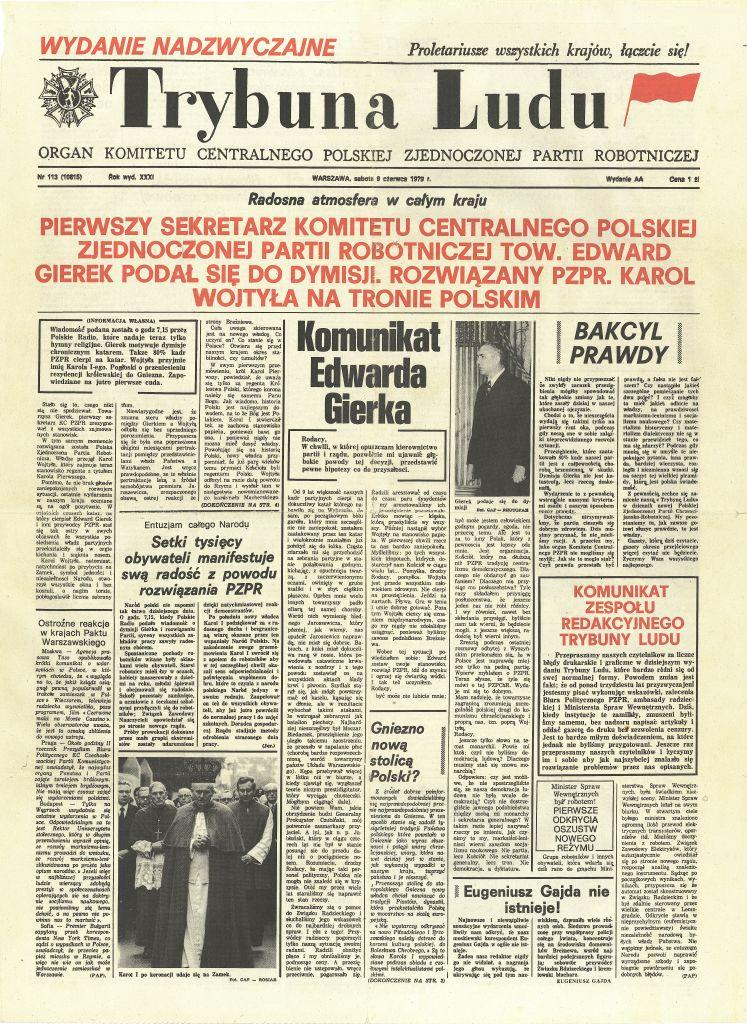
Una delle copie false di Trybuna Ludu

Nel giugno 1979, sviluppando l'idea dei falsi giornali in una originale guerriglia satirica contro i regimi socialisti dell'est, Sparagna preparò per Il Male - con la collaborazione di Vladimir Goldkorn per le traduzioni - un falso del Trybuna Ludu, organo di stampa polacco, che annunciava lo scioglimento del regime comunista di Edward Gierek e la nomina a sovrano nazionale del papa Giovanni Paolo II; il falso fu diffuso clandestinamente in Polonia da Sparagna stesso e dal fotografo Sandro Giustibelli, durante la prima visita del pontefice nel suo paese.
Riportò poi la notizia di un'improvvisa chiusura del neonato quotidiano scandalistico L'Occhio, diretto da Maurizio Costanzo, con tanto di immagine a effetto, ovvero un fotomontaggio dello stesso Costanzo suicida per impiccagione. Seguirono delle strisce a fumetti parodistiche sulla vita di Karol Wojtyła, il quale si ritrova profeticamente vecchio e malato, impossibilitato nel praticare le usuali attività sportive. Fra le più celebri resta il numero uscito nel 1979, con i falsi dei quotidiani Paese Sera, La Stampa e Il Giorno, che riportavano la notizia dell'arresto di Ugo Tognazzi quale capo delle Brigate Rosse con una foto dell'attore che si era prestato facendosi fotografare ammanettato accompagnato dai redattori vestiti da agenti di Pubblica Sicurezza. Da ricordare infine il numero con "Dieci grammi di droga gratis" con in omaggio un'innocua bustina di pepe.

## Impatto culturale ed eredità

Il Male cabaret

Il comico Daniele Luttazzi, parlando del periodo dal 1978 ai primi anni ottanta, ha dichiarato: «Oggi è quasi impossibile pensare che all'epoca esistesse un settimanale satirico come Il Male, veramente all'avanguardia, avanti di 50 anni, insomma divertentissimo.».
Il successo de Il Male aprì una stagione in cui molti editori, di varie tendenze politiche, tentarono la via della satira, pubblicando molte imitazioni, tutte a vita piuttosto breve: Il Peccato, La Peste, Lira di Dio, Perestrojka, Cane Caldo, La pecora nera, Senza quore. Anche il settimanale Cuore, inserto de l'Unità va considerato un'imitazione de Il Male.
Durante una delle reiterate successive incarnazioni della rivista, fu prodotta una trasmissione televisiva su Rai 4 che si ricollegava a Il Male, chiamata Il Male cabaret. Il programma consisteva in uno spot di tre minuti: vignette satiriche di Vauro e da Vincino.

## Discepoli o successori
Nel 1994 Vincino riunì i vecchi redattori del Male per un unico numero contro la discesa in campo di Berlusconi, che ebbe un enorme successo e vendette 90 000 copie. Un mese dopo un altro falso con la Costituzione come l'avrebbe fatta Berlusconi, e anche per quest'operazione Vincino richiamò i suoi vecchi redattori.
Nell'ottobre del 1995 ci fu un primo tentativo da parte di Vincenzo Sparagna e Vincino di riportare nelle edicole la rivista. Questa fase durò per 6 numeri, fino al marzo 1996.
Il 25 maggio 2010, Vauro, Vincino e Massimo Caviglia trascorsero alcune ore fuori da Palazzo Montecitorio truccati da morti viventi per coinvolgere alcuni politici nell'iniziativa di promozione de Il Male di Vauro e Vincino. Il 26 luglio 2010 l'intenzione di uscire in edicola fu confermata dalla nascita del sito ilmaleagain.it con una pagina dedicata anche sul sito del giornale Il Fatto Quotidiano di cui due azionisti Francesco Aliberti e Cinzia Monteverdi finanziarono l'operazione.
Il 27 giugno 2011 Vauro annunciò che Il Male di Vauro e Vincino sarebbe uscito in edicola la prima settimana di ottobre 2011. Il 30 settembre 2011 Vincenzo Sparagna dalle pagine del sito ufficiale di Frigidaire annunciò l'uscita de Il Nuovo Male, offeso per non essere stato chiamato a partecipare alla nuova avventura. Sulle pagine de Il Fatto Quotidiano Vauro replicò: «Vincenzo Sparagna si lamenta perché non lo abbiamo coinvolto? Non capisco. Della vecchia redazione mancano in tanti. Non ci sono, per esempio, quelli che sono morti. Non ci sono i morti. E non c'è Vincenzo Sparagna».
Sabato 1º ottobre 2011 Vincenzo Sparagna andò in edicola con Il Nuovo Male, mensile indipendente. Il 7 ottobre 2011 Il Male di Vauro e Vincino uscì come settimanale. "Il Male di Vauro e Vincino" decise di investire i ricavi delle vendite per pagare i collaboratori e i disegnatori, come faceva il primo Male. Diversamente "Il Nuovo Male" vive di prestazioni volontarie e gratuite, sia da parte di autori storici come Ugo Delucchi sia con l'inserimento di più giovani autori o vignettisti.
Mentre Il Male di Vauro e Vincino sospende le uscite dopo circa 2 anni, Il Nuovo Male di Sparagna prosegue le pubblicazioni e le uscite regolari in edicola sino al 2015. Negli anni successivi la periodicità si fa più irregolare, sino ad escludere la distribuzione nelle edicole e proseguire a tutt'oggi con numeri speciali per i soli abbonati, mantenendo comunque la numerazione progressiva e l'esistenza.

## Autori
Alcuni degli autori che pubblicarono su Il Male furono:
- Francesco Cascioli
- Bruno D'Alfonso
- Jacopo Fo
- Cinzia Leone
- Tanino Liberatore
- Massimo Mattioli
- Galeazzo Nardini
- Angelo Pasquini
- Andrea Pazienza
- Michael Pergolani
- Filippo Scozzari
- Vincenzo Sparagna
- Stefano Tamburini
- Vauro
- Vincino
- Pino Zac